# Mercedes-Benz OM 642
| Mercedes-Benz        | Mercedes-Benz         |
| -------------------- | --------------------- |
| Mercedes-Benz OM 642 |                       |
| OM 642               |                       |
| Hersteller:          | Mercedes-Benz         |
| Produktionszeitraum: | 2005–2021             |
| Funktionsprinzip:    | Diesel                |
| Bauform:             | Sechszylinder V-Motor |
| Motoren:             | 3,0 Liter (2987 cm³)  |
| Vorgängermodell:     | OM 648                |
| Nachfolgemodell:     | OM 656                |

Der in Berlin und Untertürkheim gebaute OM 642-Motor ist ein Dieselmotortyp mit sechs Zylindern in V-Anordnung, Common-Rail-Direkteinspritzung und Abgasturbolader, entwickelt und produziert von Daimler zum Einsatz vorrangig in den Mercedes-Benz-Fahrzeugen. Der Motor hat einen für V6-Motoren untypischen Zylinderbankwinkel von 72 Grad.
Diese Motoren wurden in mehreren Leistungsstufen in Pkw aller Serien, SUV und Kleintransportern von Mercedes von März 2005 bis Juni 2021 eingebaut.
Das Kürzel „OM“ steht für „Oel-Motor“ (Motor, der mit Leichtöl/Diesel betrieben wird) und bezeichnet seit Anbeginn (1920er Jahre) bis heute die Dieselmotoren der Mercedes-Benz Group.

## Geschichte
Im März 2005 wurde der OM 642 im Mercedes-Modell C 320 CDI der C-Klasse Baureihe 203 erstmals verwendet. Ab Juli 2005 wurden auch in der E-Klasse Baureihe 211 die neuen V-Motoren in die Modelle E 280 CDI und E 320 CDI eingebaut. Der Motor ist eine modernere Konstruktion im Vergleich zu den vorigen Fünf- und Sechszylinder-Reihenmotoren OM 647 und OM 648.
Die neueren starken CDI-Motoren sind in den Typen E 280 CDI (gleichnamig zum Vorgänger mit dem gedrosselten OM 648) und E 320 CDI (gleichnamig zum Vorgänger mit OM 648) nunmehr V6-Zylinder. Ihre Vorteile liegen in einem höheren Drehmoment, höherer Leistung, in besseren Abgaswerten und günstigeren Produktionskosten. Außerdem passen sie dank der kürzeren Baulänge nun auch in die C-Klasse und den ML.
Mit dem Erscheinen des neuen OM 651 wurde in vielen Baureihen der 280 CDI mittelfristig vom neuen 150 kW (204 PS) starken Vierzylinder abgelöst, der nicht nur eine höhere Leistung hat, sondern auch einen geringeren Kraftstoffverbrauch. Anfang 2010 wurde jedoch analog zum 250 CDI in der E-Klasse ein in der Leistung gedrosselter 300 CDI vorgestellt. Mit 150 kW (204 PS) und 500 Nm liegt er leistungsmäßig auf dem gleichen Niveau wie der Vierzylinder (OM 651).
Im Herbst 2010 erhielten die S-Klasse, die R-Klasse und die E-Klasse eine leistungsgesteigerte Variante des Dieselmotors, die OM 642 LS genannt wird. Sie leistet 170 bis 195 kW (231 bis 265 PS) und 540 bis 620 Nm. Der neue 300 CDI erreicht nun die Leistungsstufe des bisherigen 350 CDI (ohne LS), der bisherige 300 CDI mit 150 kW (204 PS) entfällt.
2005 gab es einen Versuch mit einem mit drei Turboladern bestückten OM 642 im Showcar SLK 320 CDI Triturbo. Dort leistete er 210 kW (286 PS) und 630 Nm. Die V6-Maschinen stießen im Laufe ihrer Entwicklung in Bereiche der vorigen V8-Diesel OM 629 vor. Es gibt im Rahmen der in der EU-Gesetzgebung für Hersteller verpflichtenden CO2-Einsparungen einen Trend zum "Downsizing", große Sauger-Motoren durch hoch aufgeladene, leichtere und kraftstoffsparende Motoren mit kleineren Hubräumen und weniger Zylindern zu ersetzen.
Mit Erscheinen der neuen Reihenmotoren OM 654/OM 656 ab 2016 wurde er in den PKW-Baureihen sukzessive durch diese abgelöst. Zuletzt war er nur noch im Sprinter VS30 erhältlich, wo er im Zuge der Umstellung auf die Euro6d-Abgasnorm zum Modelljahr 2022 entfiel und durch eine leistungsgesteigerte Variante des Vierzylinders OM 654 ersetzt wurde.

## Baukasten-Fertigung
Die Motoren entstehen in einem konsequent genutzten Baukastensystem. Alle Motoren werden in der Fertigung Berlin-Marienfelde auf einer Montagelinie der ThyssenKrupp Krause GmbH hergestellt. Auf der gleichen Basis baut auch der Achtzylinder-CDI OM 629 auf.

## Abschalteinrichtungen und Rückrufe auf Motorsteuerungs-Software
Auch für Fahrzeuge mit dem OM 642 gibt es Rückrufe des Herstellers und "freiwillige Service-Aktionen", die Abschalteinrichtungen in der Motorsteuerungssoftware adressieren. Der ADAC nennt auf seiner Seite:
- E 350 BlueTEC, E 350 d (nur Coupé, C 207): 02.2013 bis 12.2016
- G 350 d (evtl. auch G 350 BlueTEC): 09.2015 bis 12.2015.

Der KBA-Rückruf 009147 vom 12. August 2019 trägt bei Daimler die Codes 5496121 und 5496142.
Der Hacker Felix Domke hat acht Abschalteinrichtungen aufgedeckt, die den SCR-Katalysator oder die Abgasrückführung betreffen.
Im Spätsommer 2023 wurde berichtet, dass ein Teil der Dieselmotoren OM 642 vom Kraftfahrt-Bundesamt in Flensburg und vom Bundesverkehrsministerium mit Verbot des Weiterbetriebs bedroht werden.

## Verwendung und Leistungsdifferenzierung des OM 642
Wie auch bei den Vierzylindermotoren in der C- und E-Klasse (180 CDI/200 CDI/220 CDI/250 CDI) beziehen sich alle Typenbezeichnungen (280, 300, 320 und 350) auf den V6 mit identischem Hubraum von 3,0 Litern. Außer bei dem Modell E 300 CDI stimmt hier die Motorenbezeichnung nicht mit dem tatsächlichen Hubraum überein. Die stärkste Ausführung des Motors leistet derzeit 195 kW (265 PS).
Die hubraumgleichen Ausführungen mit unterschiedlichen Leistungen Typ OM 642 DE 30 LA red. mit 140 kW (190 PS) und Typ OM 642 DE 30 LA mit 165 kW/173 kW (224 PS/235 PS) unterscheiden sich über ihre Motor-Peripherie, per Turbolader, Common-Rail-Einspritzsystem und über die Motorsteuerungen, und auch über die in der Serie verbauten Kolbenversionen mit unterschiedlicher Wärmeleitfähigkeit. Im Ersatzteilbedarfsfall steht lediglich die leistungsfähigste Kolbenversion bereit.

### OM 642 DE 30 LA red.*
| Verkaufsbezeichnung | Baureihe          | Bauzeitraum                   |
| --- | ----------------- | ----------------------------- |
| Hubraum: 2987 cm³, Leistung: 135 kW (184 PS) bei 3800/min, Drehmoment: 400 Nm bei 1600–2600/min                        |                   |                               |
| Sprinter 218 CDI/318 CDI/418 CDI/518 CDI                                                                               | W 906             | 2006–2009                     |
| G 280 CDI G 300 CDI | W 461             | 2007–2013                     |
| Hubraum: 2987 cm³, Leistung: 140 kW (190 PS) bei 4000/min, Drehmoment: 440 Nm bei 1400–2800/min                        |                   |                               |
| ML 280 CDI ML 300 CDI BlueEFFICIENCY                                                                                   | W 164             | 2005–2009 2009                |
| E 280 CDI | W/S 211           | 2005–2009                     |
| R 280 CDI R 300 CDI R 300 CDI BlueEFFICIENCY                                                                           | W/V 251           | 2007–2009 2009–2010 2009–2012 |
| Hubraum: 2987 cm³, Leistung: 140 kW (190 PS) bei 3800/min, Drehmoment: 440 Nm bei 1600–2600/min                        |                   |                               |
| Sprinter 219 CDI/319 CDI/419 CDI/519 CDI Sprinter 219 BlueTEC/319 BlueTEC/519 BlueTEC Sprinter 319 CDI/419 CDI/519 CDI | W 906 W 906 W 907 | 2009–2013 2013–2018 2018–2021 |
| Hubraum: 2987 cm³, Leistung: 150 kW (204 PS) bei 3800/min, Drehmoment: 440 Nm bei 1400–2400/min                        |                   |                               |
| Viano 3.0 CDI/Vito 120 CDI                                                                                             | W/V 639           | 2006–2010                     |
| Hubraum: 2987 cm³, Leistung: 150 kW (204 PS) bei 4000/min, Drehmoment: 500 Nm bei 1400–2400/min                        |                   |                               |
| ML 300 CDI BlueEFFICIENCY                                                                                              | W 164             | 2010–2011                     |
| E 300 CDI BlueEFFICIENCY                                                                                               | W/S 212           | 2010                          |

### OM 642 DE 30 LA*
| Verkaufsbezeichnung | Baureihe                        | Bauzeitraum                   |
| --- | ------------------------------- | ----------------------------- |
| Hubraum: 2987 cm³, Leistung: 155 kW (211 PS) bei 3400/min, Drehmoment: 540 Nm bei 1600–2400/min                               |                                 |                               |
| ML 350 BlueTEC | W 164                           | 2009–2011                     |
| GL 350 BlueTEC | X 164                           | 2009–2012                     |
| E 300 BlueTEC | W 211                           | 2007–2009                     |
| E 350 BlueTEC | W/S 212                         | 2009–2013                     |
| R 350 BlueTEC | W/V 251                         | 2009–2012                     |
| G 350 BlueTEC | W 463                           | 2010–2015                     |
| Hubraum: 2987 cm³, Leistung: 160 kW (218 PS) bei 4000/min, Drehmoment: 510 Nm bei 1600/min                                    |                                 |                               |
| Chrysler 300C | Chrysler 300 (2004)             | 2004–2010                     |
| Hubraum: 2987 cm³, Leistung: 160 kW (218 PS) bei 4000/min, Drehmoment: 510 Nm bei 1600–2800/min                               |                                 |                               |
| Jeep Grand Cherokee 3.0 CRD                                                                                                   | Jeep Grand Cherokee (2005–2010) | 2005–2010                     |
| Hubraum: 2987 cm³, Leistung: 160 kW (218 PS) bei 4000/min, Drehmoment: 510 Nm bei 1600–2400/min                               |                                 |                               |
| Jeep Commander 3.0 CRD | Jeep Commander (2006–2010)      | 2006–2010                     |
| Hubraum: 2987 cm³, Leistung: 165 kW (224 PS) bei 3800/min, Drehmoment: 440 Nm bei 1400–2800/min                               |                                 |                               |
| Viano 3.0 CDI/Vito 122 CDI | W/V 639                         | 2010–2014                     |
| Hubraum: 2987 cm³, Leistung: 165 kW (224 PS) bei 3800/min, Drehmoment: 510 Nm bei 1600–2800/min bzw. 540 Nm bei 1600–2400/min |                                 |                               |
| ML 320 CDI ML 350 CDI | W 164                           | 2005–2009 2009                |
| GL 320 CDI GL 350 CDI BlueEFFICIENCY                                                                                          | X 164                           | 2006–2009 2009–2010           |
| C 320 CDI | W/S 203                         | 2005–2007                     |
| C 320 CDI C 350 CDI | W/S 204                         | 2007–2009 2009                |
| GLK 320 CDI GLK 350 CDI | X 204                           | 2008–2009 2009–2010           |
| CLK 320 CDI | C/A 209                         | 2005–2010                     |
| E 320 CDI | W/S 211                         | 2005–2009                     |
| CLS 320 CDI CLS 350 CDI | C 219                           | 2004–2009 2009–2010           |
| R 320 CDI R 350 CDI | W/V 251                         | 2006–2009 2009–2010           |
| G 320 CDI G 350 CDI | W 463                           | 2006–2009 2009–2010           |
| Hubraum: 2987 cm³, Leistung: 170 kW (231 PS) bei 3800/min, Drehmoment: 540 Nm bei 1600–2400/min                               |                                 |                               |
| ML 350 CDI | W 164                           | 2010–2011                     |
| C 350 CDI BlueEFFICIENCY C 300 CDI 4MATIC C 300 CDI 4MATIC BlueEFFICIENCY                                                     | W/S 204                         | 2009–2011 2013–2014 2011–2013 |
| GLK 350 CDI | X 204                           | 2010–2012                     |
| E 350 CDI BlueEFFICIENCY | C/A 207                         | 2009–2011                     |
| E 300 CDI BlueEFFICIENCY E 350 CDI BlueEFFICIENCY                                                                             | W/S 212                         | 2010–2011 2009–2010           |
| Hubraum: 2987 cm³, Leistung: 173 kW (235 PS) bei 3600/min, Drehmoment: 540 Nm bei 1600–2400/min                               |                                 |                               |
| S 320 CDI S 320 CDI BlueEFFICIENCY S 350 CDI BlueEFFICIENCY                                                                   | W/V 221                         | 2006–2008 2008–2009 2009–2010 |

### OM 642 LS DE 30 LA*
| Verkaufsbezeichnung                                                                             | Baureihe     | Bauzeitraum         |
| ----------------------------------------------------------------------------------------------- | ------------ | ------------------- |
| Hubraum: 2987 cm³, Leistung: 170 kW (231 PS) bei 3800/min, Drehmoment: 540 Nm bei 1600–2400/min |              |                     |
| E 300 CDI BlueEFFICIENCY                                                                        | W/S 212      | 2011–2013           |
| E 300 BlueTEC                                                                                   | W/S 212      | 2013–2016           |
| Hubraum: 2987 cm³, Leistung: 180 kW (245 PS) bei 3600/min, Drehmoment: 600 Nm bei 1600–2400/min |              |                     |
| G 350 d                                                                                         | W 463        | 2015–2018           |
| Hubraum: 2987 cm³, Leistung: 185 kW (252 PS) bei 3600/min, Drehmoment: 620 Nm bei 1600–2400/min |              |                     |
| E 350 BlueTEC                                                                                   | C/A 207      | 2013–2014           |
| E 350 BlueTEC                                                                                   | W/S 212      | 2013–2014           |
| CLS 350 BlueTEC                                                                                 | C 218        | 2013–2014           |
| CLS 350 BlueTEC 4MATIC                                                                          | C/X 218      | 2014                |
| Hubraum: 2987 cm³, Leistung: 190 kW (258 PS) bei 3400/min, Drehmoment: 550 Nm bei 1400–3200/min |              |                     |
| X 350 d 4MATIC                                                                                  | Baureihe 470 | 2018–2020           |
| Hubraum: 2987 cm³, Leistung: 190 kW (258 PS) bei 3600/min, Drehmoment: 620 Nm bei 1600–2400/min |              |                     |
| ML 350 BlueTEC 4MATIC GLE 350 d 4MATIC                                                          | W 166        | 2011–2018           |
| GL 350 BlueTEC 4MATIC GLS 350 d 4MATIC                                                          | X 166        | 2012–2019           |
| E 350 BlueTEC                                                                                   | C/A 207      | 2014–2017           |
| E 350 d                                                                                         | C/A 238      | 2017–2018           |
| E 350 BlueTEC                                                                                   | W/S 212      | 2014–2016           |
| E 350 d                                                                                         | W/S 213      | 2016–2018           |
| CLS 350 BlueTEC CLS 350 d                                                                       | C/X 218      | 2014–2018           |
| S 350 BlueTEC                                                                                   | W/V 221      | 2010–2013           |
| S 350 BlueTEC S 350 d                                                                           | W/V 222      | 2013–2017           |
| GLE 350 d Coupé 4MATIC                                                                          | C 292        | 2015–2019           |
| GLC 350 d 4MATIC GLC 350 d 4MATIC Coupé                                                         | X 253 C 253  | 2016–2018           |
| Hubraum: 2987 cm³, Leistung: 195 kW (265 PS) bei 3800/min, Drehmoment: 620 Nm bei 1600–2400/min |              |                     |
| GL 350 CDI BlueEFFICIENCY                                                                       | X 164        | 2010–2012           |
| C 350 CDI C 350 CDI BlueEFFICIENCY                                                              | W/S 204      | 2013–2014 2011–2013 |
| GLK 350 CDI GLK 350 CDI BlueEFFICIENCY                                                          | X 204        | 2013–2015 2012–2013 |
| E 350 CDI BlueEFFICIENCY                                                                        | C/A 207      | 2011–2013           |
| E 350 CDI BlueEFFICIENCY                                                                        | W/S 212      | 2010–2013           |
| CLS 350 CDI CLS 350 CDI BlueEFFICIENCY                                                          | C/X 218      | 2013–2014 2011–2013 |
| R 350 CDI                                                                                       | W/V 251      | 2010–2012           |

 * Die Motorbezeichnung ist wie folgt verschlüsselt:
OM = Ölmotor (Diesel), Baureihe = 3-stellig, LS = leistungsgesteigert, DE = Direkteinspritzung, Hubraum = Deziliter (gerundet), L = Ladeluftkühlung, A = Abgasturbolader, red. = leistungsreduziert
Darüber hinaus wurde der Motor mit leichten Änderungen in einigen Chrysler-Fahrzeugen eingesetzt, z. B. im Chrysler 300C 3.0 CRD, Jeep Commander 3.0 CRD oder Jeep Grand Cherokee.